# Gwerz (Gemeinde Friesach)
Gwerz ist eine Ortschaft in der Gemeinde Friesach im Bezirk Sankt Veit an der Glan in Kärnten (Österreich). Die Ortschaft hat 50 Einwohner (Stand 1. Jänner 2024). Sie liegt auf dem Gebiet der Katastralgemeinde St. Salvator.

## Lage
Die Streusiedlung liegt am Nordrand der Gemeinde Friesach, nordöstlich von Ingolsthal, in den Metnitzer Bergen, unweit der kärntnerisch-steirischen Grenze.
Im Graben des Gwerzbachs – auf einer Seehöhe von etwas über 800 bis knapp über 1000 m Höhe – befinden sich die Höfe Sagbauer (Nr. 7), Drenger/Dranger (Nr. 8), Bacher/Pacher (Nr. 9), Siegbauer (Nr. 21), Weixler (Nr. 22) und Fuchs (Nr. 23 und 24).
An den sonnseitigen Hängen oberhalb des Gwerzbachs bis auf über 1200 m Seehöhe hinauf liegen die Höfe Gwerzer/Werzer (schon im 15. Jahrhundert genannt; Haus Nr. 1), Stark (Nr. 2), Hollerer (Nr. 4), Ofner (Nr. 5), Ebner/Leitner (Nr. 10), Muhrer (Nr. 11), Eisbach (Nr. 13), Pichler (Nr. 14), Fröschler (Nr. 20), Ritzinger (Nr. 25) und Strelli (Nr. 27). Weiter nordwestlich liegt auf einer Alm nahe beim Ursprung des Tamingbachs die Gaberhütte.
Zur Ortschaft Gwerz gehört weiter im Nordosten auch die Streusiedlung Dörfl, in einer Höhe von knapp 1200 m bis auf 1360 m Höhe an den sonnseitigen Hängen des Kärntner Riegels. Hier liegen die Höfe Ebner beim See (Nr. 15; mit dem See ist der auf steirischer Seite liegende Auerlingsee gemeint), Wandaller (Nr. 16), Jud in Dörfel (Nr. 17), Eichhübl/Winklbauer (Nr. 18) und Hochhalt (Nr. 19). Dörfl liegt nahe beim Passübergang Auerling, der kürzesten Verbindung vom Kärntner Metnitztal zum steirischen St. Lambrecht. Nur etwa 2 km nordöstlich von Dörfl befindet sich auf steirischem Gebiet der Gipfel der als Skigebiet bekannten Grebenzen.

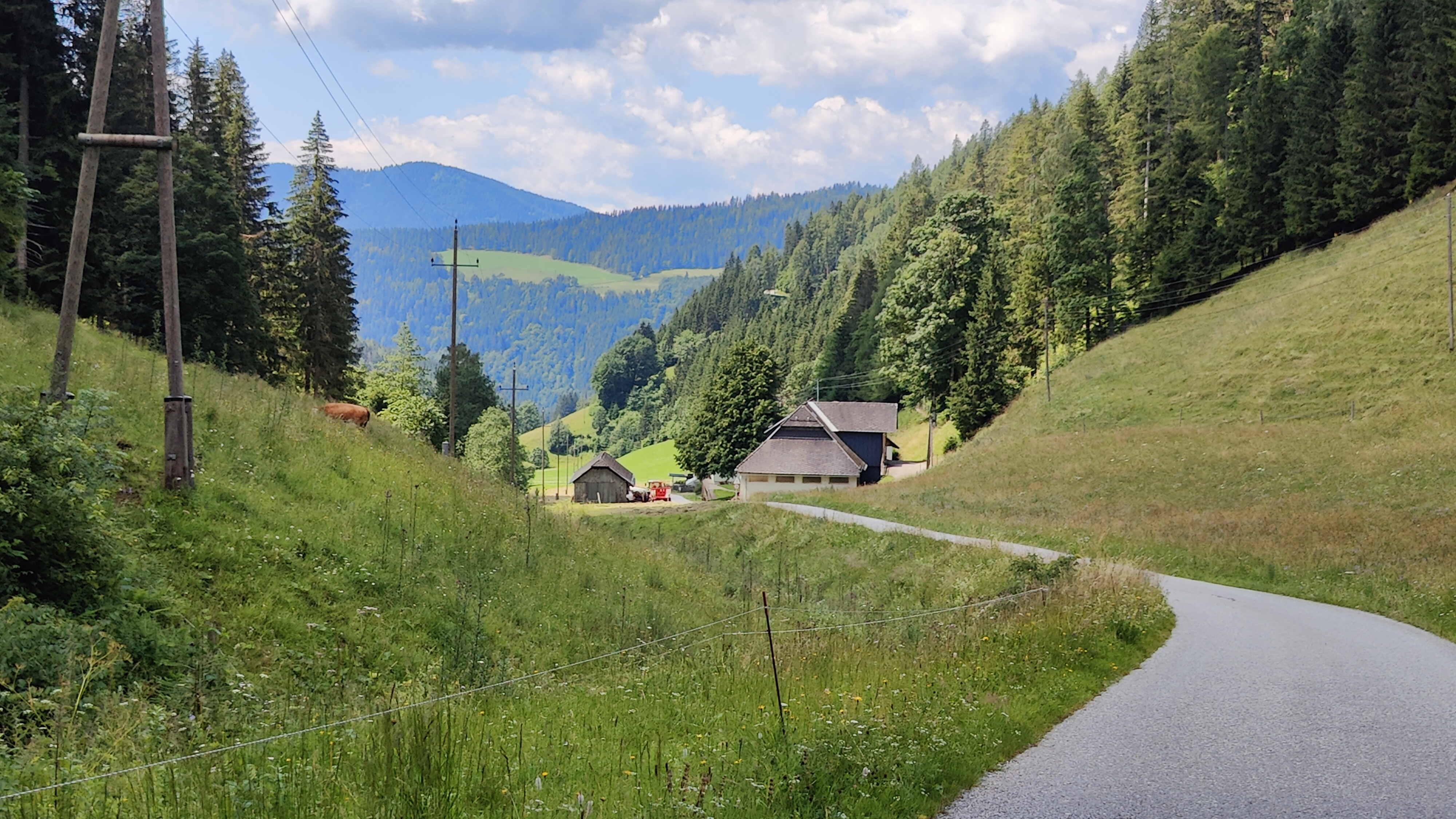
Bacher
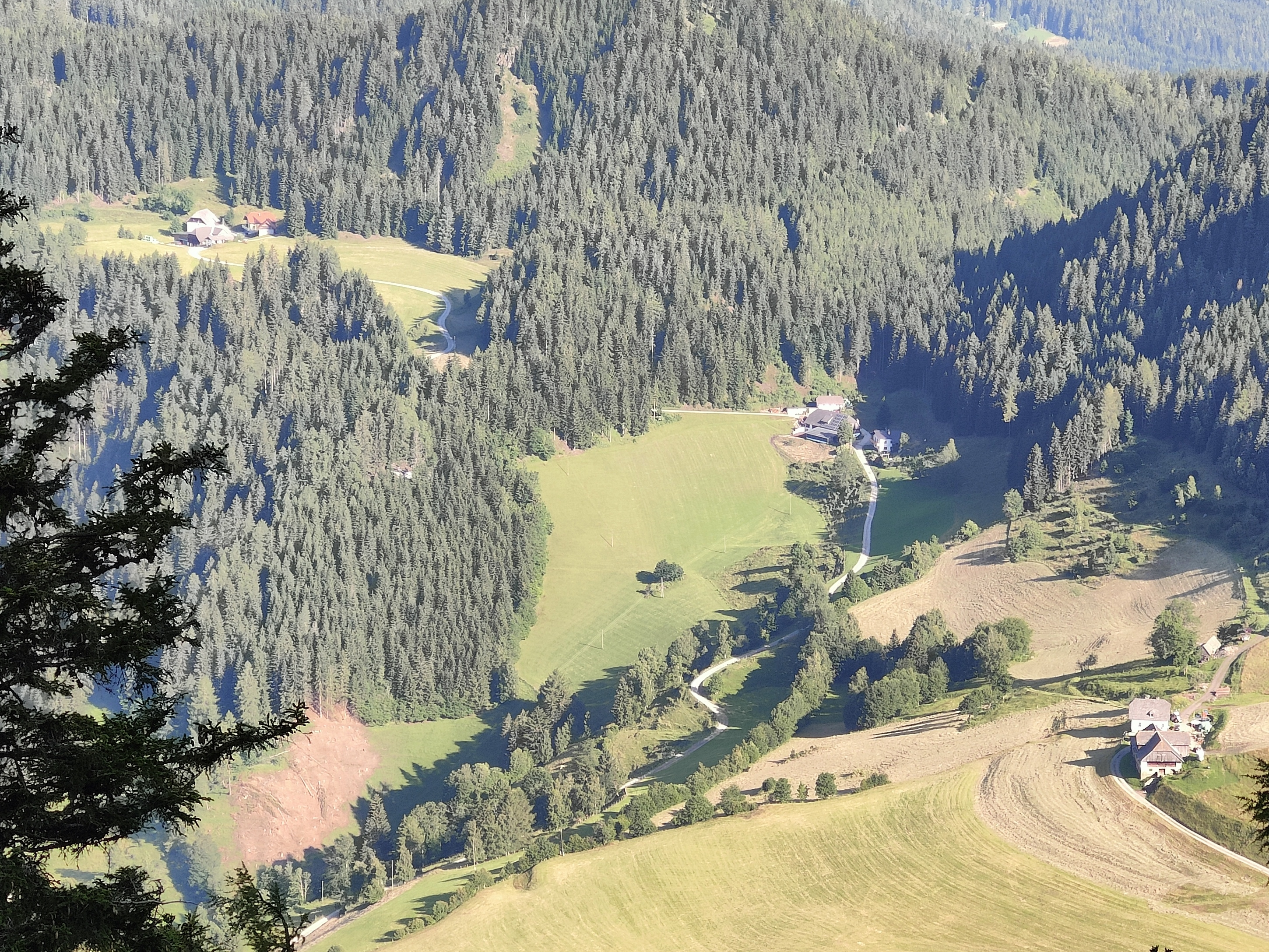
Streusiedlung Dörfl
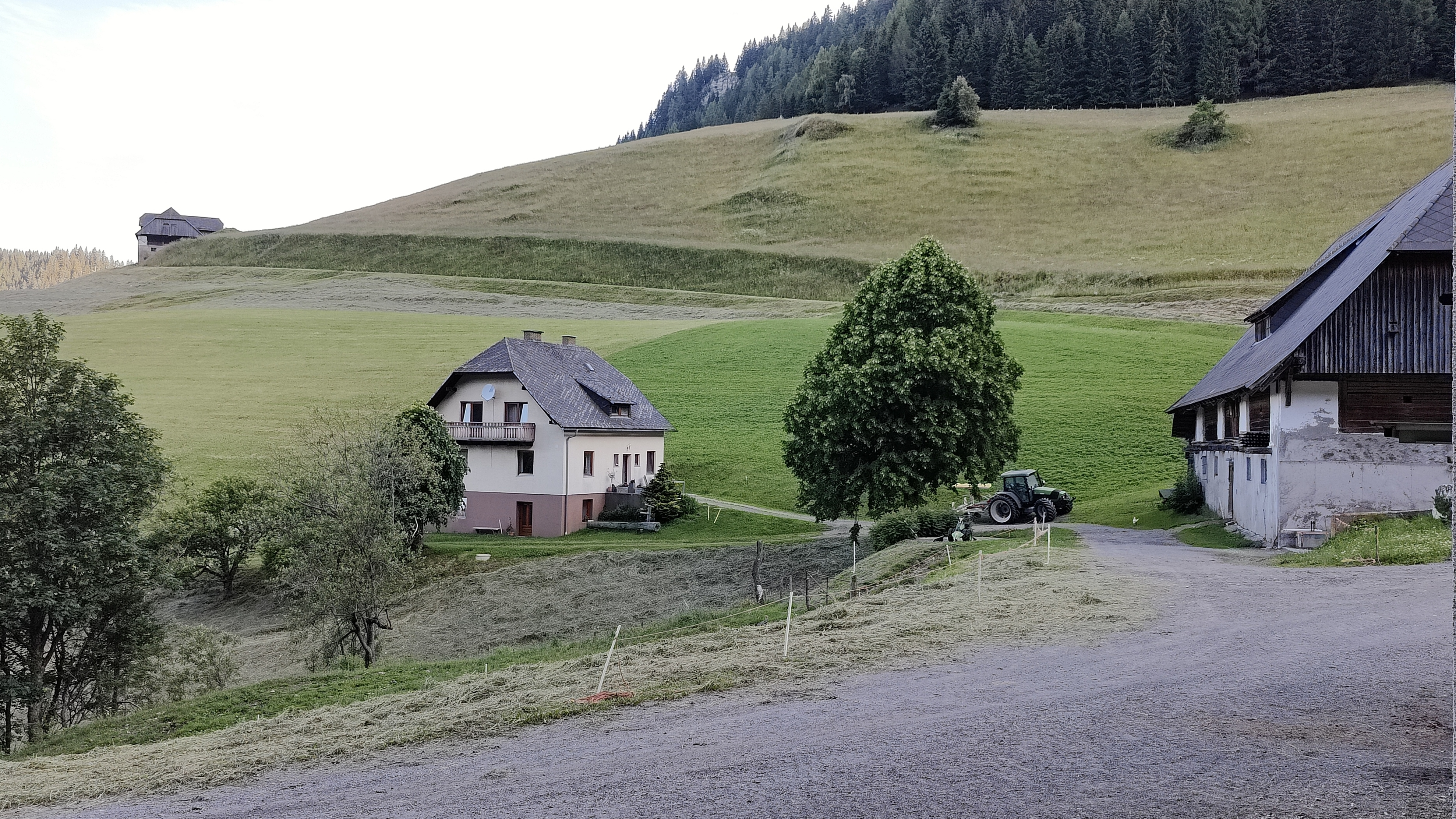
Winklbauer
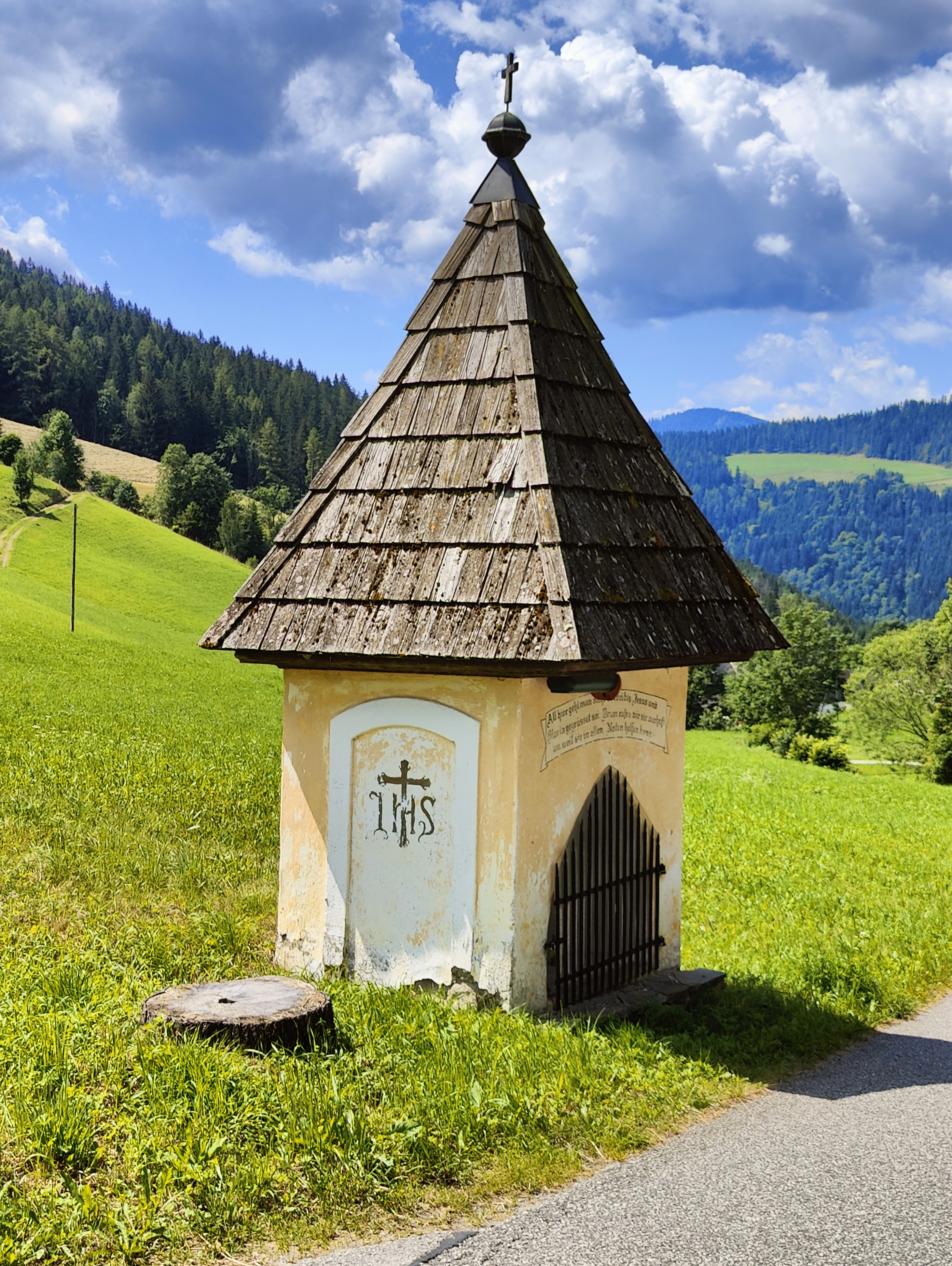
Wegkapelle bei Fuchs

## Geschichte
Der Ortsname leitet sich wohl vom slowenischen Dvorec ab, was Gehöft bedeutet.
Auf dem Gebiet der Steuergemeinde St. Salvator liegend, gehörte Gwerz in der ersten Hälfte des 19. Jahrhunderts zum Steuerbezirk Dürnstein. Bei Gründung der Ortsgemeinden in Verbindung mit den Verwaltungsreformen Mitte des 19. Jahrhunderts kam Gwerz an die Gemeinde St. Salvator. Seit 1973 gehört Gwerz zur Gemeinde Friesach.

## Bevölkerungsentwicklung
Für die Ortschaft zählte man folgende Einwohnerzahlen:
- 1869: 25 Häuser, 236 Einwohner[3]
- 1880: 26 Häuser, 198 Einwohner (davon Dörfl 5 Häuser, 49 Einwohner)[4]
- 1890: 25 Häuser, 202 Einwohner (davon Dörfl 2 Häuser, 18 Einwohner)[5]
- 1900: 25 Häuser, 194 Einwohner (davon Dörfl 5 Häuser, 33 Einwohner)[6]
- 1910: 26 Häuser, 185 Einwohner (davon Dörfl 5 Häuser, 33 Einwohner)[7]
- 1923: 23 Häuser, 192 Einwohner (davon Dörfl 5 Häuser, 50 Einwohner)[8]
- 1934: 197 Einwohner[9]
- 1961: 23 Häuser, 133 Einwohner (davon Dörfl 1 Haus, 11 Einwohner; Almhaus Gaberhütte 1 Haus, 0 Einwohner)[10]
- 2001: 23 Gebäude (davon 16 mit Hauptwohnsitz) mit 23 Wohnungen; 63 Einwohner und 3 Nebenwohnsitzfälle; 17 Haushalte; 0 Arbeitsstätten, 16 land- und forstwirtschaftliche Betriebe[11]
- 2011: 22 Gebäude, 50 Einwohner, 16 Haushalte, 1 Arbeitsstätte[12]
- 2021: 22 Gebäude, 50 Einwohner, 16 Haushalte, 9 Arbeitsstätten[13]